# Václav Procházka (politik)
Václav Procházka (1803 nebo 1804 – 4. ledna 1884) byl rakouský politik české národnosti z Moravy, během revolučního roku 1848 poslanec Říšského sněmu.

## Biografie
Roku 1849 se uvádí jako Wenzel Proházka, řezník z Nového Města na Moravě. Z etnického hlediska byl řazen mezi Slovany.
Během revolučního roku 1848 se zapojil do veřejného dění. Ve volbách roku 1848 byl zvolen i na ústavodárný Říšský sněm. Zastupoval volební obvod Nové Město na Moravě. Tehdy se uváděl coby řezník. Řadil se k sněmovní levici.